# Kim Zolciak
Kimberleigh "Kim" Zolciak-Biermann (nascida Kimberleigh Marie Zolciak; 19 de maio de 1978) é uma personalidade televisiva. Em 2008, elevou-se como uma das principais donas de casa que apareceu na série de televisão da vida real The Real Housewives of Atlanta (As Verdadeiras Donas de Casa de Atlanta) transmitida na Bravo.
Zolciak deixou o The Real Housewives of Atlanta em 2012 durante a quinta temporada da série. No início desse ano, ela recebeu o seu próprio programa spin-off chamado Don't Be Tardy for the Wedding (Não Chegue Atrasado ao Casamento), que se focava na preparação do seu casamento com o jogador de futebol Kroy Biermann. A série foi depois renovada para uma segunda temporada com um título encurtado, Don't Be Tardy. A quarta temporada do programa estreou a 16 de Agosto de 2015. Em 2015, foi uma das participantes da21ª temporada da série de competição de dança Dancing with the Stars (Dançando com as Estrelas).

## Vida
Kim Zolciak nasceu em Pensacola, Flórida, de uma família militar, e cresceu em Windsor Locks, Connecticut. Os seus pais eram Joseph e Karen, e tem um irmão chamado Michael. Tem descendência italiana e foi criada como católica romana.
Em 1995, com 16 ou 17 anos, Zolciak teve um caso com um sargento da polícia de Windsor Locks que a tinha entrevistado como testemunha de uma investigação criminal, resultando no despedimento do sargento depois de 24 anos com o departamento. Ela graduou-se na Escola Secundária Católica de Este em Manchester, Connecticut em 1996, e estudou enfermagem na Universidade do Connecticut. Em 21, ela mudou-se para Atlanta, Georgia, para onde os seus pais se mudaram, e eventualmente assentaram nos subúrbios de Johns Creek.

## Aparecimentos na televisão
Zolciak apareceu pela primeira vez na série detelevisão da vida real The Real Housewives of Atlanta, a transmitir na Bravo, a 7 de Outubro de 2008. Entre as temporadas 4 e 5, Zolciak e o seu noivo foram os sujeitos de um programa spin-off,Don't Be Tardy for the Wedding, mostrando as preparações para o casamento de Zolciak. Zolciak deixou o Real Housewives no meio da quinta temporada, com o seu último episódio a ser transmitido a 9 de Dezembro de 2012. Don't Be Tardy for the Wedding, mais tarde chamado Don't Be Tardy..., está na quarta temporada em 2015.
Zolciak tinha agendado começar num novo programa da vida real na Bravo com o colega de elenco o The Real Housewives, NeNe Leakes, chamado NeNe and Kim: The Road to Riches (NeNe e Kim: A Estrada para a Riqueza). Contudo, o canal decidiu mais tarde não avançar com o programa.
Zolciak competiu na 21ª temporada do programa de competição de dança Dancing with the Stars. Fez par com o dançarino profissional Tony Dovolani. Ela desistiu em Setembro de 2015, 3 semanas na competição, devido  a um ataque isquêmico transitório, que a impediu de viajar de avião.

## Carreira musical
Em 2008, Zolciak começou a trabalhar num álbum de música country. Ela lançou um single de estreia, a música de dança "Tardy for the Party", em 2009, seguido por um remix EP no ano seguinte.
A 12 de março de 2013, a colega de Zolciak da Real Housewives of Atlanta, Kandi Burruss, e o seu escritor/produtor musical, Rodney "Don Vito" Richard, abriram um processo contra Zolciak por lucros ganhos por "Tardy for the Party". Nos documentos preenchidos, o advogado de Burruss, a colega de RHOA Phaedra Parks, alega que os seus clientes escreveram a música para Zolciak e que Zolciak a lançou e vendeu o single "sem a autorização, licença ou consentimento dos queixosos". Burruss também foi vista a pedir uma ordem de restrição temporária para prevenir futuras vendas da música e a "destruição de todas as cópias que mostrem o single e qualquer outro produto da defendente que infrinja os direitos da cópia", punir danos, taxas de advogados, e um julgamento com júri.

## Vida pessoal
Zolciak tem duas filhas de relações anteriores, Brielle e Ariana. Foi casada com Dan Toce de 2001 a 2003.
Zolciak disse em Março de 2010 que é bissexual e que ela e a DJ Tracy Young estavam numa relação romântica.
Em maio de 2010, Zolciak conheceu o jogador de futebol do Atlanta Falcons Kroy Biermann no evento de caridade do Dancing with Atlanta Stars. O seu encontro foi mais tarde mostrado na terceira temporada do The Real Housewives of Atlanta. O casal casou na sua casa em Roswell, Georgia a 11 de Novembro de 2011. Têm 4 filhos juntos: Kroy Jagger (KJ), Kash, e as gémeas Kane e Kaia.
Em março de 2013, Kroy Biermann preencheu os papéis para adoptar as filhas de Zolciak. As meninas, consequentemente, mudaram os seus nomes para Brielle e Ariana Biermann.

## Discografia

### Singles
| Ano  | Single                |
| ---- | --------------------- |
| 2009 | "Tardy for the Party" |
| 2011 | "Google Me"           |
| 2012 | "Love Me First"       |